# Чеслав Прушинський
Чеслав Прушинський (пол. Czesław Pruszyński) (2 травня 1891, Житомир — 30 грудня 1978, Осло) — польський громадський і політичний діяч, дипломат. Секретар польського представництва в Українській Державі (1918). Надзвичайний і Повноважний Посол Польщі в Норвегії (1919—1921). Надзвичайний і Повноважний Посол Польщі в Бразилії (1922—1924).

## Життєпис
Народився 2 травня 1890 року у Житомирі в поміщицькій родини. Закінчив юридичний та економічний факультет у Санкт-Петербурзі. Він захистив докторську дисертацію з міжнародного права.
Працював на різних посадах, займаючись дослідженнями в галузі історії та міжнародного права. Під час Першої світової війни на початку 1917 року він був мобілізований до російської армії, відряджений у Відділ закордонних справ та Військової місії Генерального штабу.
У 1918 році він був секретарем леґітизації Ради Регентів при гетьмані Павла Скоропадському у Києві.
Після приїзду до Польщі він був делегований до Скандинавії у жовтні 1918 році, з місією встановлення зв'язків з Антантою, він також намагався отримати продовольчу допомогу для Польщі.
Після повернення незалежності Польщі міністр закордонних справ призначив його у грудні 1918 року тимчасовим повіреним у справах у Белграді, де організував польську леґіонацію.
З березня 1919 року він був експертом з історичних і правових питань польської делегації на мирній конференції в Парижі.
У червні 1919 року він був призначений надзвичайним посланником і повноважним міністром в Норвегію (Осло), цю посаду він займав до 1 квітня 1921 року, коли він повернувся у Варшаву і працював у відділі Головного управління МЗС Польщі. Під час перебування в закладі він одружився з Венке Крістіною з дочки норвезького дипломата та політика Гров-Пребенсена.
18 лютого 1922 року він був призначений екстраординарним міністром і міністром у Бразилії, 18 травня 1922 року він вручив вірчі грамоти Президенту Епітасіу да Сілва Пессоа.
Повернувся з Ріо-де-Жанейро 1 січня 1924 року. А 30 вересня 1924 року, він був звільнений з Міністерства закордонних справ Польщі.
Звільнившись з дипломатичної служби, він зупинявся у сімейному маєтку дружини Утнес в Арендалі, Норвегія. Де він займався історією та геральдикою. Тому він відвідував Варшаву та Краків. У 1935 році він опублікував статтю про знак Авданьки в «Геральдичному місяці». У 1938 році він став звичайним членом Польського геральдичного товариства, а з 1937 року був членом Спостережної ради банку «Дискнот» у Варшаві. Під час Другої світової війни він залишився з дружиною у Варшаві.
Після війни він працював у Міністерстві судноплавства і торгівлі. У 1950 році він виїхав з Польщі та оселився в Норвегії. З грудня 1951 року він був представником польського уряду в еміграції в Норвегії, з 1957 року також у Швеції та Данії.